# Match FM
Match FM es una estación de radio mexicana que opera individualmente a través de diferentes frecuencias en 8 ciudades de México. La emisora es propiedad de Grupo ACIR.
Es una estación musical mayormente enfocada en los éxitos de música en español y inglés que transmite las 24 horas del día, los 7 días de la semana. Su programación está dirigida principalmente al público juvenil y adulto.
En octubre de 2022, se anunció que la estación sería lanzada también por la 97.9 FM en Querétaro.

## Inicio de transmisión
La estación inició sus transmisiones el 26 de diciembre de 2019, reemplazando a la cadena Radio Disney de México (que actualmente opera como parte de Grupo Siete) después de que el acuerdo entre Grupo ACIR y The Walt Disney Company México llegara a su fin. La nueva programación de la estación se transmitió a partir del mediodía del 7 de enero de 2020, respetando a los locutores actuales de cada una de las 10 frecuencias en su respectiva ciudad a excepción de Acapulco, Guerrero y Monterrey, Nuevo León, que quedaron fuera del proyecto. La estación también puede escucharse a través de iHeartRadio en su página web o su aplicación móvil.
Durante el 2021, Match dejó de emitirse en Colima, Colima y Mazatlán, Sinaloa.
El 28 de noviembre de 2022, es lanzada oficialmente la estación en Querétaro, Querétaro.
A principios de 2024, Match dejó de emitirse en Hermosillo, Sonora.

## Frecuencias
| Ciudad                   | Indicativo | Frecuencia          |
| ------------------------ | ---------- | ------------------- |
| Ciudad de México         | XHPOP-FM   | 99.3 MHz            |
| Culiacán, Sinaloa        | XHCNA-FM   | 100.1 MHz           |
| Guadalajara, Jalisco     | XHEMIA-FM  | 90.3 MHz + 90.3 HD1 |
| León, Guanajuato         | XHPQ-FM    | 97.5 MHz            |
| Morelia, Michoacán       | XHMO-FM    | 93.9 MHz            |
| Puebla, Puebla           | XHRS-FM    | 90.1 MHz            |
| Puerto Vallarta, Jalisco | XHME-FM    | 89.5 MHz            |
| Querétaro, Querétaro     | XHQTO-FM   | 97.9 MHz            |